# Піщанка (Лузький район)
Піща́нка (рос. Песчанка) — присілок у складі Лузького району Кіровської області, Росія. Входить до складу Папуловського сільського поселення.
Населення становить 4 особи (2010, 9 у 2002).
Національний склад станом на 2002 рік — росіяни 78 %.